# Betty Moore
Betty Moore (geb. McReavie; * 21. November 1934) ist eine ehemalige britische Hürdenläuferin und Sprinterin australischer Herkunft.
Bei den British Empire and Commonwealth Games 1962 in Perth gewann sie jeweils Silber über 80 m Hürden und mit der englischen 4-mal-110-Yards-Stafette und wurde Sechste über 100 Yards.
1961 und 1962 wurde sie Englische Meisterin über 80 m Hürden.

## Persönliche Bestzeiten
- 100 Yards: 10,7 s, 1962
- 100 m: 11,8 s, 1962
- 80 m Hürden: 10,5 s, 25. August 1962, Kassel